# 蕭旭岑
蕭旭岑（1974年5月25日—），中華民國政治人物，臺灣南投縣人，畢業於國立政治大學新聞研究所碩士，中國國民黨籍，著有《馬英九八年執政回憶錄》一書，現任馬英九文教基金會執行長。曾任總統府副秘書長、總統府馬習會小組執行長、總統府資安會資安長、國民黨發言人、國民黨文傳會主委、國民黨秘書長辦公室主任、中央廣播電台副總台長兼新聞部經理、中國時報政治組副主任兼國會線召集人、聯合報新聞記者。

## 簡歷
記者出身，曾任聯合報記者、中國時報政治組副主任兼國會組召集人、中央廣播電臺副總臺長兼新聞部經理、中國國民黨秘書長辦公室主任、文傳會副主委、主委。
此外，蕭也是古典音樂樂評人、定期為專業古典音樂雜誌《Muzik》撰寫樂評。
2001年1月1日，政府開放小三通，為第一批自馬祖搭船至大陸福建省馬尾鎮採訪的記者。
2009年6月，在中央廣播電台副總台長任內，參加「海峽兩岸暨港澳新聞研討會」，大陸海協會副會長張銘清提「兩岸共同媒介市場」需以「一國兩制」為前提，蕭旭岑當場質疑，張銘清隨後修正。
2013年10月，時任中華民國總統府副秘書長羅智強因馬王政爭遭到各界批判而請辭，中華民國總統馬英九決定由時任中國國民黨文傳會主委蕭旭岑接任。
2014年3月太陽花學運期間，蕭旭岑在友人安排之下以個人身份與學運領導人之一的黃國昌見面，試圖了解學生想法。
2016年2月18日，擔任「卸任政府交接小組」代表，與民進黨副秘書長劉建忻對口，敲定雙方於台北賓館開政權交接會議。2016年3月30日，陪同馬英九總統與總統當選人蔡英文於台北賓館會晤（陪同卸任政府代表為總統府秘書長曾永權、蕭旭岑與總統府發言人陳以信）。
2018年1月15日，接任新北市政府副秘書長。
2018年12月20日，由馬英九口述，蕭執筆撰寫的《八年執政回憶錄》出版。

## 馬英九訪問日本
2006年7月13日，時任台北市長馬英九訪日。時任中時記者的蕭旭岑與何博文以「『過去受李登輝影響 以為台灣人多支持台獨』 安倍盼『馬英九效應』」為題，報導馬已與安倍晉三、麻生太郎等政要會面、並稱安倍當面向馬英九表達反台獨立場。聯合報亦於隔日跟進，報導「馬英九拜會小泉接班人」，同樣寫馬在江丙坤、謝文政、鄭麗文陪同下，會見安倍晉三。
2006年8月3日，《產經新聞》轉述安倍意見，「事實上，馬與安倍只有十分鐘的電話會談」，那是七月十二日上午，透過翻譯所進行的電話會談，「內容僅止於歡迎來日本訪問之類的客套話」。並無會面，且無上述，批評李登輝之發言，要求媒體更正報導，然中國時報、聯合報等媒體未刊登澄清報導，蕭旭岑等人亦無表示意見。
2007年11月12日，馬英九競選總統時，因遭對手以此事攻擊，時任馬英九總部發言人羅智強表示，「馬英九去年訪日時只談到與安倍『曾有接觸』，從沒説過兩人會面，事實上馬英九當時是與安倍通了短暫的電話」，馬雖否認蕭旭岑於報導中所撰之事，然蕭旭岑已成為馬英九之核心幕僚。

## 兩岸領導人會面
2015年11月7日，隨同中華民國總統馬英九赴新加坡出席「兩岸領導人會面」(馬習會)，為代表團七位團員之一(中華民國與會團員為總統府秘書長曾永權、國安會秘書長高華柱、陸委會主委夏立言、總統府副秘書長蕭旭岑、國安會諮詢委員邱坤玄、陸委會副主委吳美紅)。媒體報導指稱，中華民國總統府副秘書長蕭旭岑負責統整總統府、國安會和陸委會，商定稱謂和定位等政治操作的把關與協調，扮演「馬習會小組執行長」的角色。
2016年5月9日，馬英九親授蕭旭岑二等景星勳章，馬稱讚蕭旭岑「出身媒體，常能提供切實精準評估，任內協助秘書長督導各項業務，也肩負許多政治性任務，包括籌備馬習會，冷靜而有系統推動，使得馬習會圓滿進行。」

## 馬英九訪問中國大陸
2023年3月20日，蕭旭岑舉行記者會宣布，馬英九將於3月27日至4月7日，訪問中國大陸十二天。這是兩岸分治74年來，首次有卸任中華民國總統踏上大陸地區的歷史事件。
媒體報導，蕭旭岑一手籌畫馬英九訪陸行程，並親赴北京與對岸溝通，談定不到北京、不進行馬習二會，進行有效降低政治敏感度的規劃，是促成此一高度風險政治任務的關鍵人士。

## 荣誉

### 中华民国勋章奖章
- 二等景星勋章（2016年5月9日于台北总统府颁授[3]）